# Чхве Хон Хи
Чхве Хон Хи (9 ноября 1918, Хвадэ, Мёнчхон, Хамгён-Пукто — 15 июня 2002, Пхеньян, КНДР) — мастер каратэ и создатель нового корейского боевого искусства тхэквондо. Основатель спортивного тхэквондо и Международной федерации тхэквондо (ITF).

## Биография
Чхве Хон Хи родился 9 ноября 1918 года в Хадэ (Корея).
Его детство и юность пришлись на тот период, когда Корея была оккупирована Японией. Чхве Хон Хи в юности изучал Сётокан-каратэ-до и после усердных тренировок стал обладателем чёрного пояса — высшего дана.
Активно участвовал в национально-освободительном движении корейских студентов, за что провёл несколько лет в японских тюрьмах и был освобождён лишь после капитуляции Японии во Второй мировой войне в 1945 году.
В 1946 году он поступил на службу в только что созданную корейскую армию инструктором по каратэ (Тансудо). Обучая солдат приёмам карате, Чхве Хон Хи постоянно совершенствовал методику занятий, да и сами приёмы. В результате этих экспериментов в течение последующих десяти лет он создал фактически новое боевое искусство, которое было названо «тхэквондо». Благодаря своим заслугам Чхве Хон Хи достаточно быстро дослужился до звания генерала.
Вот, как он сам описывает своё дело:

К концу 1954 года я почти закончил разработку нового корейского боевого искусства, a 11 апреля 1955 года дал ему имя «тхэквондо».

На духовном уровне тхэквондо ИТФ выросло из традиций этических и моральных принципов восточной и, конечно же, моей собственной философии.— История Тхэквондо на сайте Федерации тхэквондо России

## Создание Международной федерации тхэквондо
Следующим этапом в деятельности Чхве Хон Хи стало распространение нового вида боевого искусства, как спортивного вида. В 1959 году основатель тхэквондо вместе с группой корейских военнослужащих впервые продемонстрировал его за рубежом — на Тайване и во Вьетнаме. Его мечтой было распространение Тхэквондо по всему миру. В этом он видел торжество достижений многовековой корейской цивилизации.
В 1961 году он создал и возглавил Федерацию Тхэквондо Южной Кореи. А ещё спустя 5 лет, в 1966 году стараниями Чхве Хон Хи была создана Международная федерация тхэквондо (ITF) и он стал её первым президентом.
Первоначально штаб-квартира ITF располагалась в столице Южной Кореи Сеуле. Однако в 1972 году южнокорейский генерал Чхве Хон Хи по политическим мотивам был вынужден покинуть страну и поселиться в Канаде. Вместе с ним в Торонто переместилась и штаб-квартира ITF. К несчастью генерала, южнокорейская федерация тхэквондо, основателем которой он являлся, вышла из Международной федерации, а позже[когда?] в Сеуле была создана новая Всемирная федерация тхэквондо (WTF) — прямой конкурент ITF.
Однако авторитет Чхве Хон Хи в мире тхэквондо был настолько высок, что ITF продолжила пополняться новыми членами. Существует мнение, что большую финансовую поддержку ITF и лично Чхве Хон Хи оказывало правительство Северной Кореи — в пику южному соседу.
Спустя значительное время штаб-квартира ITF переехала из Торонто в Вену, где и располагается до настоящего времени.

## Последние годы жизни
В последние годы жизни Чхве Хон Хи развернулась борьба за его историческое наследие — руководство ITF. Примерно за год до смерти случился конфликт между ним и его сыном, 45-летним Чхве Джун Хва, который по мнению некоторых свидетелей событий, надеялся стать преемником отца на посту президента ITF, но поторопил события и был изгнан генералом из федерации.
Основатель тхэквондо умер в Пхеньяне 15 июня 2002 года на 84 году жизни.
Утверждается, что перед смертью Чхве Хон Хи назвал своим преемником на посту руководителя ITF профессора Чанг Унга, который позже и был избран новым президентом федерации.
26 августа 2015 года в г. Пловдив, Болгария, состоялся 25-й Юбилейный Конгресс Международной Федерации Тхэквондо ИТФ (посвященный 60-летию тхэквондо). На Конгрессе состоялись выборы нового Президента Международной Федерации тхэквондо ИТФ. Руководителем организации избран бывший Исполнительный Директор ИТФ профессор Ри Йонг Сон

## В филателии
1 сентября 1992 года КНДР выпустила почтовый блок из серии «8-й чемпионат мира по тхэквондо», посвящённой чемпионату мира 1992 года ИТФ, проходившему в Пхеньяне (Sc #3137). На полях этого блока изображён Чхве Хон Хи.